# تایوان (جزیره)
تایوان (که با نام فُرمُز هم شناخته می‌شود) بزرگ‌ترین جزیره جمهوری چین است.

## تاریخچه

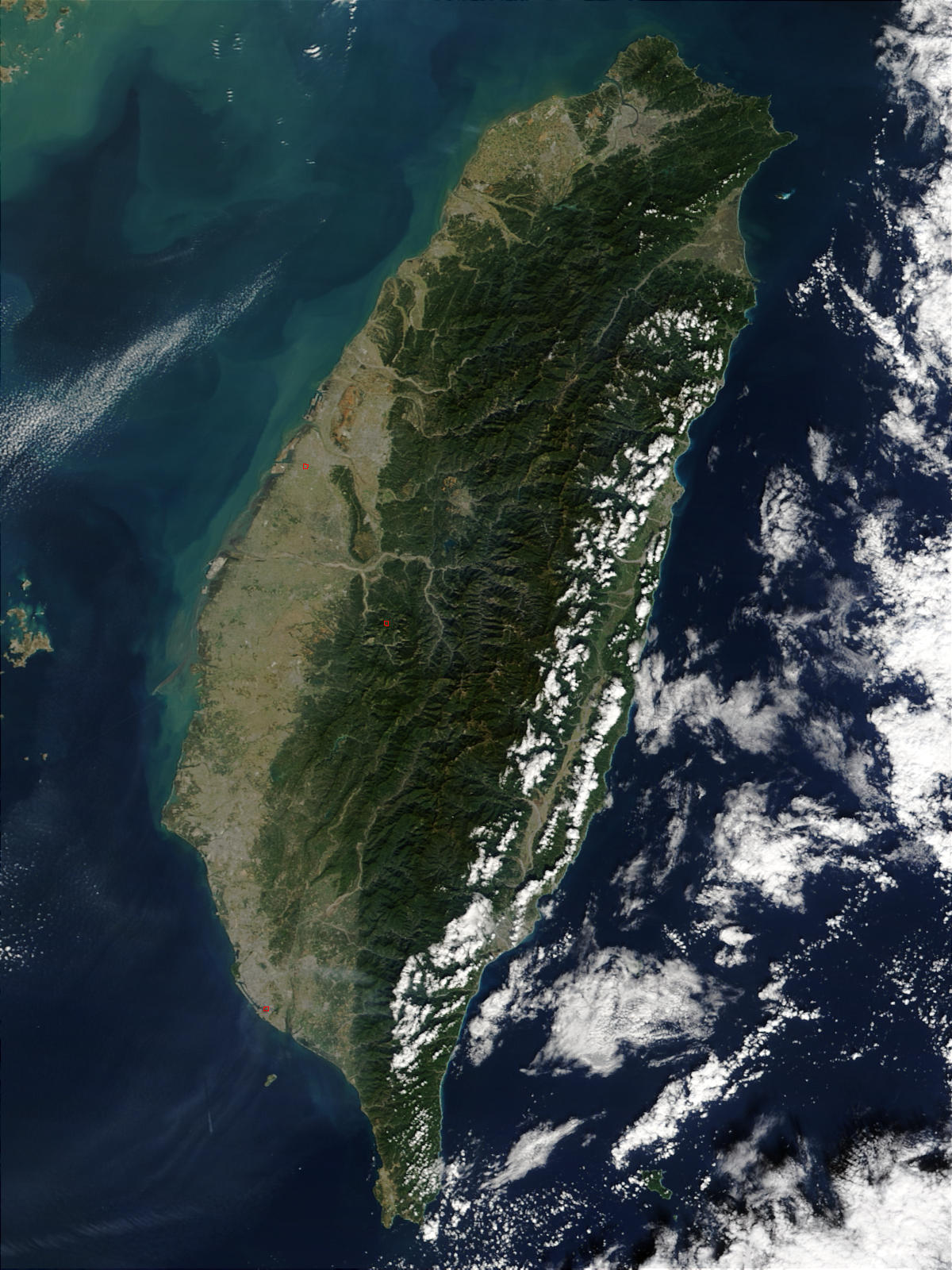

پرتغالی‌ها در سال ۱۵۹۰ این جزیره را کشف کردند و نام آنرا «فورموزا» (Formosa) به معنی «زیبا» گذاشتند. بین سال‌های ۱۶۲۴ تا ۱۶۶۱ این جزیره در تصرف هلندی‌ها و اسپانیایی‌ها بود. این جزیره از سال ۱۶۸۳ بخشی از امپراتوری چین بود. در سال ۱۸۹۵ پس از پایان جنگ چین و ژاپن به ژاپن واگذار شد.
پس از پایان جنگ جهانی دوم این جزیره از ژاپن بازپس گرفته شد و بخشی از جمهوری چین شد. در سال ۱۹۴۹ چیانگ کای‌شک رئیس جمهور چین در پی شکست در جنگ داخلی چین و با آغاز انقلاب کمونیستی چین به این جزیره گریخت و دولت جمهوری چین از آن هنگام تاکنون اداره این سرزمین را برعهده دارد.